# 白洋舍
白洋舍，是日本一家連鎖洗衣服務公司，總部設於東京都澀谷區。
公司創立於1906年3月，1907年7月起推出乾洗服務。1949年5月於東京證券交易所掛牌上市。
1965年6月4日，白洋舍與香港恒隆集團共同成立「恒隆白洋舍」。

## 外部連結
- 白洋舍主頁 （页面存档备份，存于） （日語）
- 恒隆白洋舍 （页面存档备份，存于）